# Franz Rudorfer
Franz Rudorfer (29 juillet 1897 - 19 novembre 1919) est un as austro-hongrois de la Première Guerre mondiale crédité de 11 victoires aériennes.
Franz Rudorfer s'engage dans l'armée austro-hongroise dès la fin de ses études secondaires et combat dans l'infanterie jusqu'en mai 1917, lorsqu'il est transféré dans l'aviation des troupes impériales et royales austro-hongroises. Après avoir passé un an comme officier-observateur au sein de la Flik 19 (it), Rudorfer apprend à piloter grâce à l'aide de ses camarades d'escadrille. Il est transféré dans une escadrille de chasse en avril 1918 et obtient son insigne de pilote sans jamais avoir suivi de formation officielle. Malgré cela, il est crédité en tout de 11 victoires homologuées pendant la guerre, même si l'examen des archives italiennes par Paolo Varriale indique que certaines de ses revendications sont erronées. Après l'armistice de Villa Giusti, Rudorfer s'engage dans l'armée ukrainienne de Galicie et combat pendant environ 6 mois dans la guerre polono-ukrainienne. Il meurt ensuite dans des circonstances inconnues à l'âge de 22 ans, le 19 novembre 1919.

## Biographie
Franz Rudorfer naît à Vienne le 29 juillet 1897. Au début de la Première Guerre mondiale, il est encore en études secondaires. Il les termine en 1915 et s'engage dans l'armée austro-hongroise le 15 mars, puis suit une formation de base dans une école d'officiers de réserve avant d'être affecté au 59e régiment d'infanterie avec lequel il sert jusqu'en 1917.
Il est promu Leutnant in der Reserve en août 1916 pour prendre la tête d'une section et reçoit le 11 septembre suivant la médaille d'argent pour la Bravoure.

### Carrière dans l'aviation

#### Flik 19
En mai 1917, Rudorfer demande à être transféré dans l'aviation des troupes impériales et royales austro-hongroises, ce qui est facilement accepté. Il est alors envoyé suivre une formation d'observateur aérien à la Fliegeroffiziersschule (école d'officiers d'aviation) de Wiener Neustadt. En juillet 1917, Franz Rudorfer intègre la Flik 19 (it), l'une des meilleures escadrilles austro-hongroise de reconnaissance. Commandée à ce moment par l'as et capitaine Adolf Heyrowsky, l'escadrille est stationnée à Haidenschaft (aujourd'hui Ajdovščina) sur le front italien,. Elle compte en plus de son commandant quatre autres as sur la dizaine de pilotes qui la compose : Stefan Fejes, Alexander Tahy, Ludwig Hautzmayer et Josef Pürer (en). La Flik 19 est principalement équipée de biplaces de la série des Hansa-Brandenburg C.I utilisés pour une gamme très variée de missions, allant de la photographie aérienne à l'attaque au sol en passant par le bombardement.

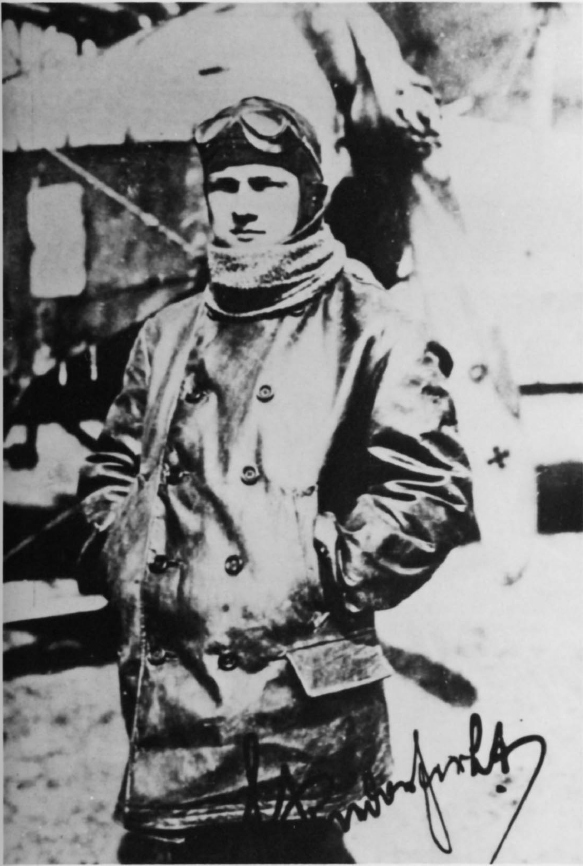
Franz Rudorfer posant devant un Hansa-Brandenburg C.I de la Flik 19 à Haidenschaft à l'automne 1917. La photographie est signée de sa main : F. Rudorfer Lt [Leutnant]

Franz Rudorfer devient dès son arrivée un élément apprécié de son escadrille en raison de la qualité de ses rapports d'observation. Il prend également part à des missions d'attaques au sol à l'aide de mitrailleuses et de bombes. Au cours de la 11e bataille de l'Isonzo (du 18 août au 25 septembre 1917), il se distingue particulièrement en effectuant des missions de reconnaissance au cours desquels il communique par radio avec les troupes austro-hongroises au sol. Cette communication s'avère surtout utile pour calibrer les tirs des unités d'artillerie du 24e corps d'armée.
Franz Rudorfer remporte sa première victoire aérienne le 15 septembre 1917 en collaboration avec son pilote, le Zugführer (en) Josef Schantl. Les deux hommes attaquent un ballon d'observation italien au nord-est Carbonera et réussissent à l'abattre malgré un violent barrage anti-aérien depuis le sol. Après la débâcle italienne de la bataille de Caporetto, la Flik 19 quitte son aérodrome de Haidenschaft pour gagner celui de Ghirano (it) près de Prata di Pordenone (soit 120 km vers l'ouest). La ligne de front se trouve maintenant dans le secteur du Piave à un peu moins de 50 km au nord/nord-est de Venise.
Pendant tout ce temps, cependant, Franz Rudorfer ne se satisfait pas pleinement de son rôle d'observateur : il veut piloter lui-même. Pour cela, il s'entraîne officieusement avec l'aide des autres membres de son escadrille. La durée de cet apprentissage est inconnue, mais en avril 1918, Rudorfer est transféré à la Fliegerkompanie 51J et obtient l'insigne de pilote sans jamais avoir suivi de formation officielle. La Flik 51J est une unité de chasse stationnée sur le même aérodrome que la Flik 19 que Rudorfer vient de quitter. Commandée par l'as Benno Fiala von Fernbrugg, elle jouit comme la précédente d'un statut d'élite et est équipée en conséquence d'Albatros D.III produits sous licence par Oesterreichische Flugzeugfabrik AG et modifiés pour compenser les défauts des modèles allemands originaux, sortis en 1916. Rudorfer retrouve dans sa nouvelle escadrille certaines de ses anciennes connaissances de la Flik 19 : Stefan Fejes et Ludwig Hautzmayer notamment.

#### Flik 51J

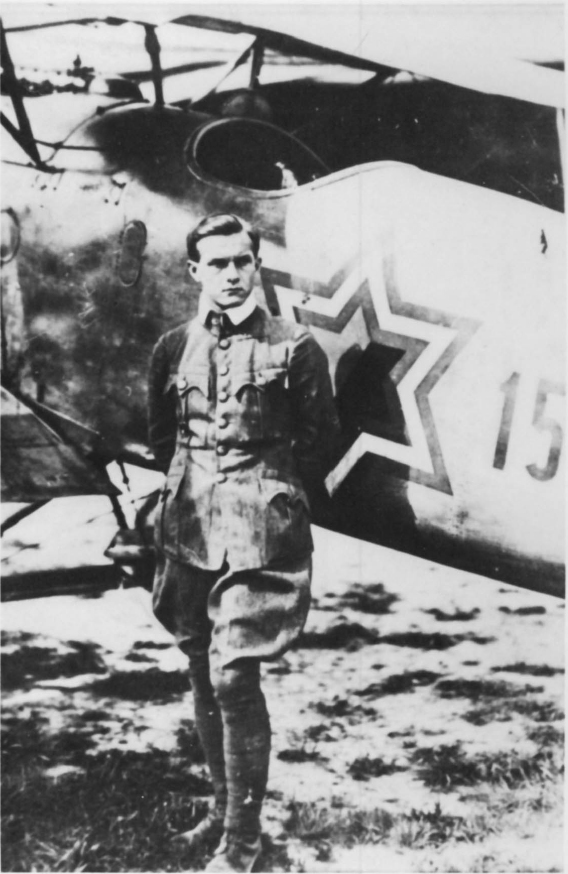
Franz Rudorfer pendant l'été 1918, devant son appareil fétiche, l'Albatros D.III décoré d'une variante de l'étoile à six branches utilisée par Flik 51J.

Le 17 avril 1918, Franz Rudorfer est crédité de sa deuxième victoire aérienne, contre un avion de reconnaissance italien au-dessus du Monte Grappa,. Pour cette première victoire accordée dans sa nouvelle escadrille, Rudorfer pilote l'avion qui va devenir sa monture personnelle : l'Albatros D.III no 153.141. En réalité, l'examen des sources italiennes par l'historien Paolo Varriale indique que l'avion pris pour cible par Rudorfer (et Eugen Bönsch), un SIA 7B de la 27ª Squadriglia (it), réussit à rentrer à sa base malgré une vingtaine d'impacts de balles, dont l'une a fini sa course dans la ceinture de sécurité d'un aviateur italien, sans le blesser. L'avion est ensuite envoyé à la casse, cependant.
Le 1er mai 1918, toujours aux commandes du même avion, Rudorfer et trois autres pilotes attaquent un groupe de sept Sopwith Camel près de Bocca Callalta (sh). Au cours du combat qui s'ensuit, Rudorfer réussit à abattre un avion ennemi au-dessus de Cimadolmo,. Plus tard dans la journée mais dans le même avion, il attaque un ballon d'observation italien près de San Biagio di Callalta. Malgré des tirs anti-aériens qui criblent son avion de balles, il réussit à faire exploser le ballon après une dernière passe à 600 pieds d'altitude,.
Le 6 juin 1918, Franz Rudorfer remporte sa 5e victoire aérienne (ce qui fait de lui un as) en abattant un SPAD italien près de Roncadelle, toujours aux commandes de son Albatros fétiche,. Plus tard dans la journée, il revendique avoir abattu un Camel dans la zone d'opération de la 33e division d'infanterie austro-hongroise, mais cette revendication n'est pas comptabilisée dans son tableau de chasse, faute de confirmation par un observateur terrestre. Un cas similaire se reproduira le 11 septembre 1918. Trois autres victoires lui seront cependant créditées les 21 juin, 30 juillet et 7 octobre. Comme pour sa 2e victoire officielle, celle du 30 juillet est mise en doute par Paolo Varriale, qui ne relève aucune perte italienne susceptible de correspondre à la revendication de Rudorfer.
Vers septembre 1918, Rudorfer prend le commandement de la Flik 51J, à la suite du départ de Benno Fiala von Fernbrugg.

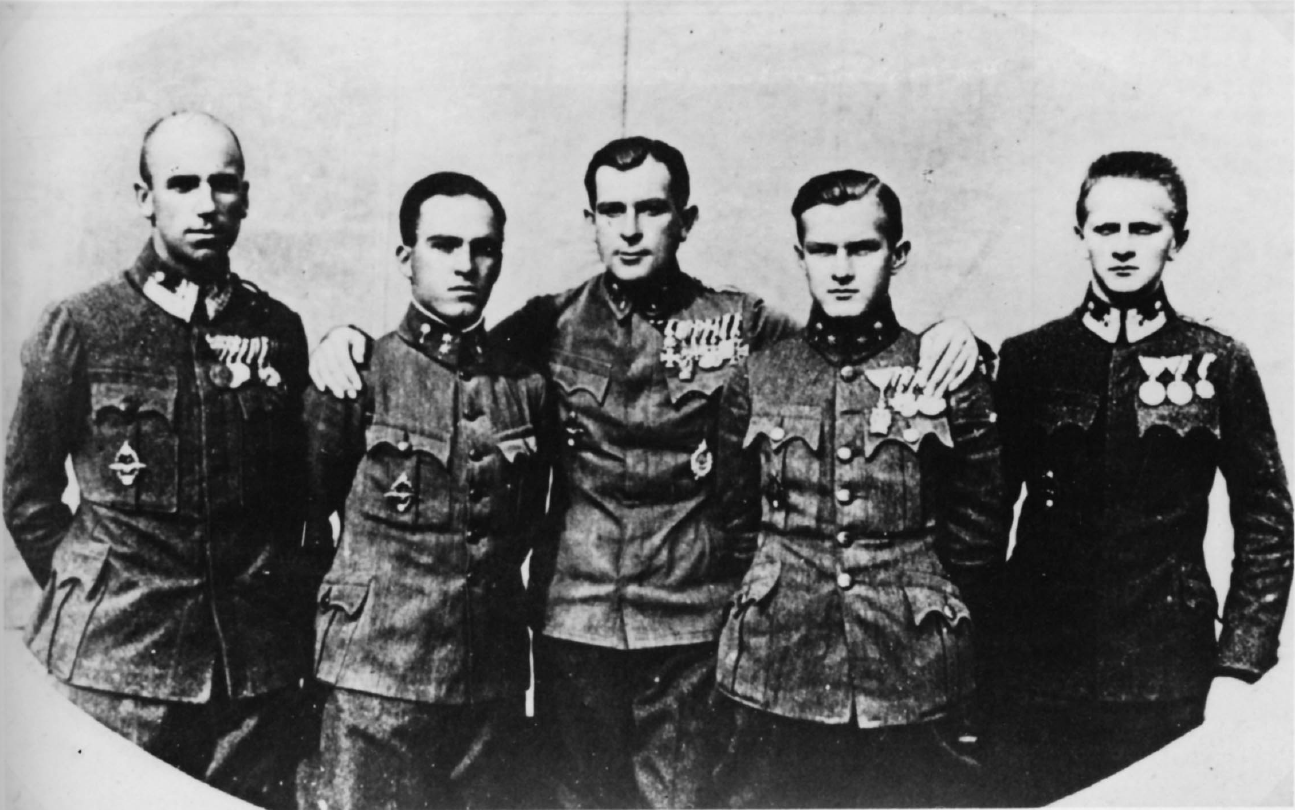
Cinq pilotes de la Flik 51J le 1er août 1918 de gauche à droite : Stefan Fejes, Michael Dorcic, Benno Fiala von Fernbrugg, Franz Rudorfer et Eugen Bönsch. La disposition de la photo met en évidence la stricte séparation au sein de l'armée austro-hongroise entre les officiers (bras dessus, bras dessous au centre) et les sous-officiers, relégués sur les côtés.

Franz Rudorfer achève sa carrière de pilote lors de la bataille de Vittorio Veneto. Au cours de celle-ci, l'aviation austro-hongroise est clairement dépassée en hommes et en matériel,. Cependant, Rudorfer réussit à abattre un nouveau ballon d'observation italien près de Breda di Piave le 24 octobre puis à abattre deux Camel au-dessus de l'île de Papadopoli (dans le cours du Piave) trois jours plus tard,.
Franz Rudorfer est promu Oberleutnant deux jours avant l'armistice de Villa Giusti. Il reçoit également plusieurs décorations au cours de son service dans la Flik 51J, dont la Croix du Mérite militaire de 1re classe et l'Ordre de la Couronne de fer de 3e classe. Il ne reçoit cependant un brevet de pilote officiel (le no 2647) que le 30 décembre 1918.

### Mort
Les causes et les circonstances de la mort de Franz Rudorfer sont entourées de mystères. Lorsque Martin O'Connor rédige son étude des as austro-hongrois dans les années 1980, il se borne à dire qu'il est mort de causes inconnues le 13 novembre 1919, à 22 ans. Le 9e volume de l'Österreichisches Biographisches Lexikon 1815–1950, publié dans la même décennie, évoque cependant une mort accidentelle à Milan (à la même date).

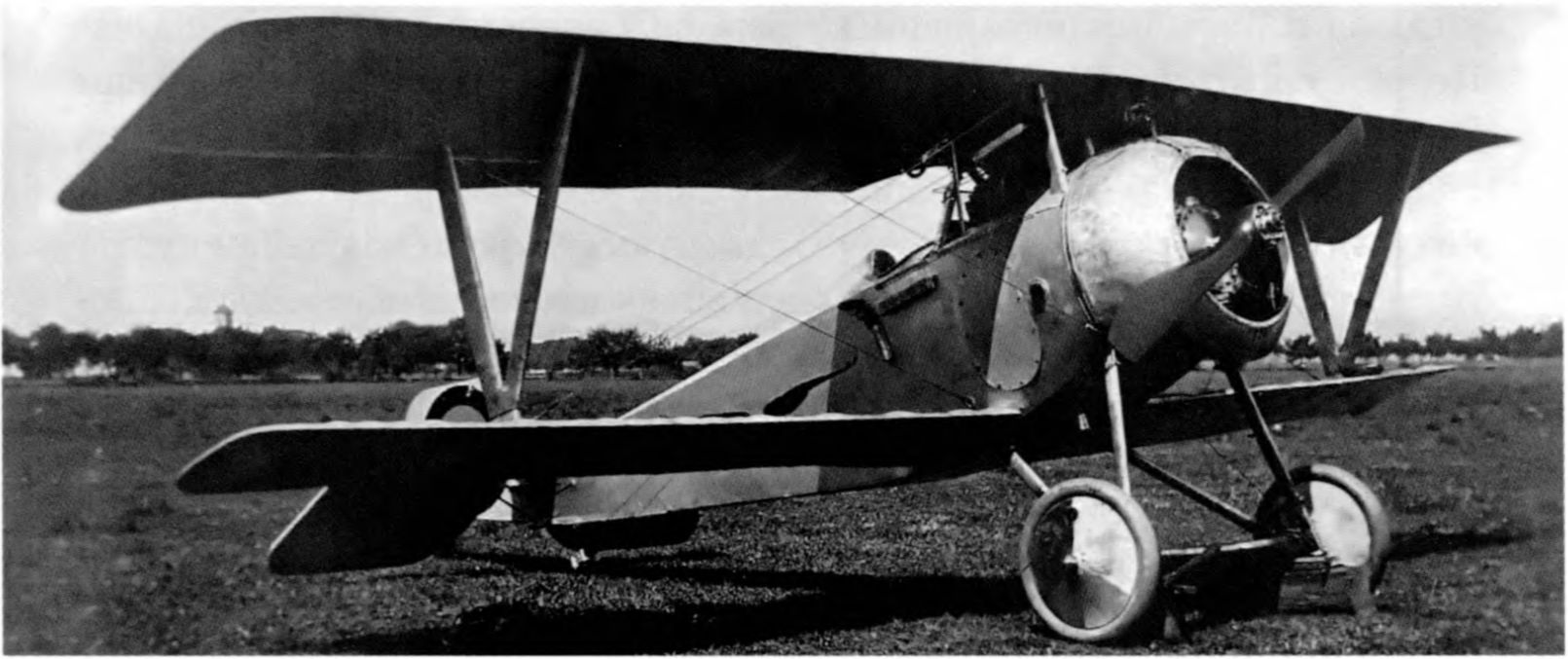
Le Nieuport 23 de Franz Rudorfer, qu'il pose près de Košice le 25 mai 1919.

D'autres sources indiquent cependant qu'après sa démobilisation à la fin de la Première Guerre mondiale, Franz Rudorfer s'engage le 10 décembre 1918 dans les forces aériennes de l'armée ukrainienne de Galicie, engagée à ce moment contre les Polonais dans le cadre de la guerre d'indépendance ukrainienne. Après avoir combattu pendant une courte période au sein du régiment Letun (uk), il atterrit avec son Nieuport 23 en territoire tchécoslovaque le 25 mai 1919 (probablement une désertion, compte tenu de la situation difficile de l'armée ukrainienne de Galicie à ce moment). Étant donné que la Tchécoslovaquie est également belligérante dans le conflit ukrainien, il est immédiatement arrêté, ainsi que son camarade sur ce dernier vol, Ivan Jarskyy (uk). Peu après, Rudorfer part pour Vienne. C'est ensuite que sa trace se perd, et qu'il meurt donc dans des circonstances inconnues plus tard dans l'année.